# Coleshill, Warwickshire
Coleshill är en stad och civil parish i North Warwickshire i Warwickshire i England. Orten har 6 481 invånare (2011). Byn nämndes i Domedagsboken (Domesday Book) år 1086, och kallades då Coleshelle.